# Graaf van Clarence
Graaf van Clarence (Engels: Earl of Clarence) is een Britse adellijke titel. De titel werd slechts eenmaal gecreëerd en werd door twee personen gedragen.

## Geschiedenis
In 1881 beleende koningin Victoria haar vierde zoon Leopold met de titel hertog van Albany. Hij kreeg als aanvullende titels graaf van Clarence en baron van Arklow. Hij overleed drie jaar later, nog voor de geboorte van zijn zoon Karel Eduard. Deze erfde zijn Britse titels en werd in 1900 regerend hertog van Saksen-Coburg-Gotha.
Tijdens de Eerste Wereldoorlog was Karel Eduard generaal in het Duitse leger en was derhalve een vijand van Groot-Brittannië. Om deze reden zette George V hem in 1915 uit de Orde van de Kousenband en werd hij ingevolg de Titles Deprivation Act op 28 maart 1919 van zijn Britse titels vervallen verklaard.

## Herkomst
Over de herkomst van de naam bestaan twee verklaringen. Volgens de ene lezing is de naam afgeleid van het dorp Clare in Suffolk. Volgens de andere is hij afgeleid van de middeleeuwse stad Glarentza in Griekenland.

## Graaf van Clarence, eerste creatie (1881)
- 1881 – 1884: Leopold van Saksen-Coburg-Gotha, 1e graaf van Clarence
- 1884 – 1919: Karel Eduard van Saksen-Coburg en Gotha, 2e graaf van Clarence